# Nécropole de Mramor (Vrbica)
Pour les articles homonymes, voir Mramor.
La nécropole de Mramor se trouve en Bosnie-Herzégovine, sur le territoire du village de Borje et dans la municipalité de Foča. Elle abrite 207 stećci, un type particulier de tombes médiévales. Elle est inscrite sur la liste des monuments nationaux de Bosnie-Herzégovine et fait partie des 22 sites avec des stećci proposés par le pays pour une inscription au patrimoine mondial de l'UNESCO.